# 武勝軍節度使 (吳越)
武勝军节度使，五代十国吴越国的节度使，治所在婺州（今浙江省金华市）。
后晋天福四年（939年）九月，在婺州设立武勝军節度使，下辖婺州一州。宋太宗太平兴国三年（978年），吴越国归降宋朝。北宋时婺州为刺史州。淳化元年（990年），婺州改保宁军节度。

## 历任节度使
- 钱元懿（939年—951年）
- 钱仁仿（951年—966年）
- 钱信（966年—970年）